# Sant Restit
Saint-Restitut és un municipi francès situat al departament de la Droma i a la regió d'Alvèrnia-Roine-Alps. L'any 2007 tenia 1.363 habitants.

## Demografia

### Població
El 2007 la població de fet de Saint-Restitut era de 1.363 persones. Hi havia 534 famílies de les quals 107 eren unipersonals (40 homes vivint sols i 67 dones vivint soles), 166 parelles sense fills, 221 parelles amb fills i 40 famílies monoparentals amb fills.
La població ha evolucionat segons el següent gràfic:
Habitants censats

### Habitatges
El 2007 hi havia 656 habitatges, 539 eren l'habitatge principal de la família, 79 eren segones residències i 39 estaven desocupats. 625 eren cases i 29 eren apartaments. Dels 539 habitatges principals, 439 estaven ocupats pels seus propietaris, 87 estaven llogats i ocupats pels llogaters i 13 estaven cedits a títol gratuït; 4 tenien una cambra, 23 en tenien dues, 70 en tenien tres, 115 en tenien quatre i 327 en tenien cinc o més. 393 habitatges disposaven pel capbaix d'una plaça de pàrquing. A 199 habitatges hi havia un automòbil i a 317 n'hi havia dos o més.

### Piràmide de població
La piràmide de població per edats i sexe el 2009 era:
| Homes | Edats   | Dones |
| ----- | ------- | ----- |
| 0     | 95 o +  | 4     |
| 4     | 90 a 94 | 0     |
| 4     | 85 a 89 | 8     |
| 12    | 80 a 84 | 8     |
| 12    | 75 a 79 | 16    |
| 20    | 70 a 74 | 28    |
| 40    | 65 a 69 | 24    |
| 16    | 60 a 64 | 28    |
| 32    | 55 a 59 | 16    |
| 28    | 50 a 54 | 64    |
| 68    | 45 a 49 | 44    |
| 72    | 40 a 44 | 76    |
| 60    | 35 a 39 | 76    |
| 20    | 30 a 34 | 24    |
| 8     | 25 a 29 | 32    |
| 24    | 20 a 24 | 20    |
| 44    | 15 a 19 | 84    |
| 64    | 10 a 14 | 52    |
| 60    | 5 a 9   | 24    |
| 4     | 0 a 4   | 16    |

## Economia
El 2007 la població en edat de treballar era de 941 persones, 660 eren actives i 281 eren inactives. De les 660 persones actives 602 estaven ocupades (325 homes i 277 dones) i 59 estaven aturades (29 homes i 30 dones). De les 281 persones inactives 91 estaven jubilades, 86 estaven estudiant i 104 estaven classificades com a «altres inactius».

### Ingressos
El 2009 a Saint-Restitut hi havia 541 unitats fiscals que integraven 1.407,5 persones, la mediana anual d'ingressos fiscals per persona era de 21.044 €.

### Activitats econòmiques
Dels 67 establiments que hi havia el 2007, 1 era d'una empresa extractiva, 1 d'una empresa alimentària, 6 d'empreses de fabricació d'altres productes industrials, 24 d'empreses de construcció, 6 d'empreses de comerç i reparació d'automòbils, 4 d'empreses de transport, 4 d'empreses d'hostatgeria i restauració, 4 d'empreses financeres, 4 d'empreses immobiliàries, 7 d'empreses de serveis, 4 d'entitats de l'administració pública i 2 d'empreses classificades com a «altres activitats de serveis».
Dels 27 establiments de servei als particulars que hi havia el 2009, 1 era una oficina de correu, 1 taller d'inspecció tècnica de vehicles, 12 paletes, 5 guixaires pintors, 2 fusteries, 1 lampisteria, 1 perruqueria, 3 restaurants i 1 saló de bellesa.
L'únic establiment comercial que hi havia el 2009 era una fleca.
L'any 2000 a Saint-Restitut hi havia 33 explotacions agrícoles que ocupaven un total de 540 hectàrees.

## Equipaments sanitaris i escolars
L'únic equipament sanitari que hi havia el 2009 era una farmàcia.
El 2009 hi havia una escola elemental.

## Poblacions properes
El següent diagrama mostra les poblacions més properes.